# Altental (Tuttlingen)

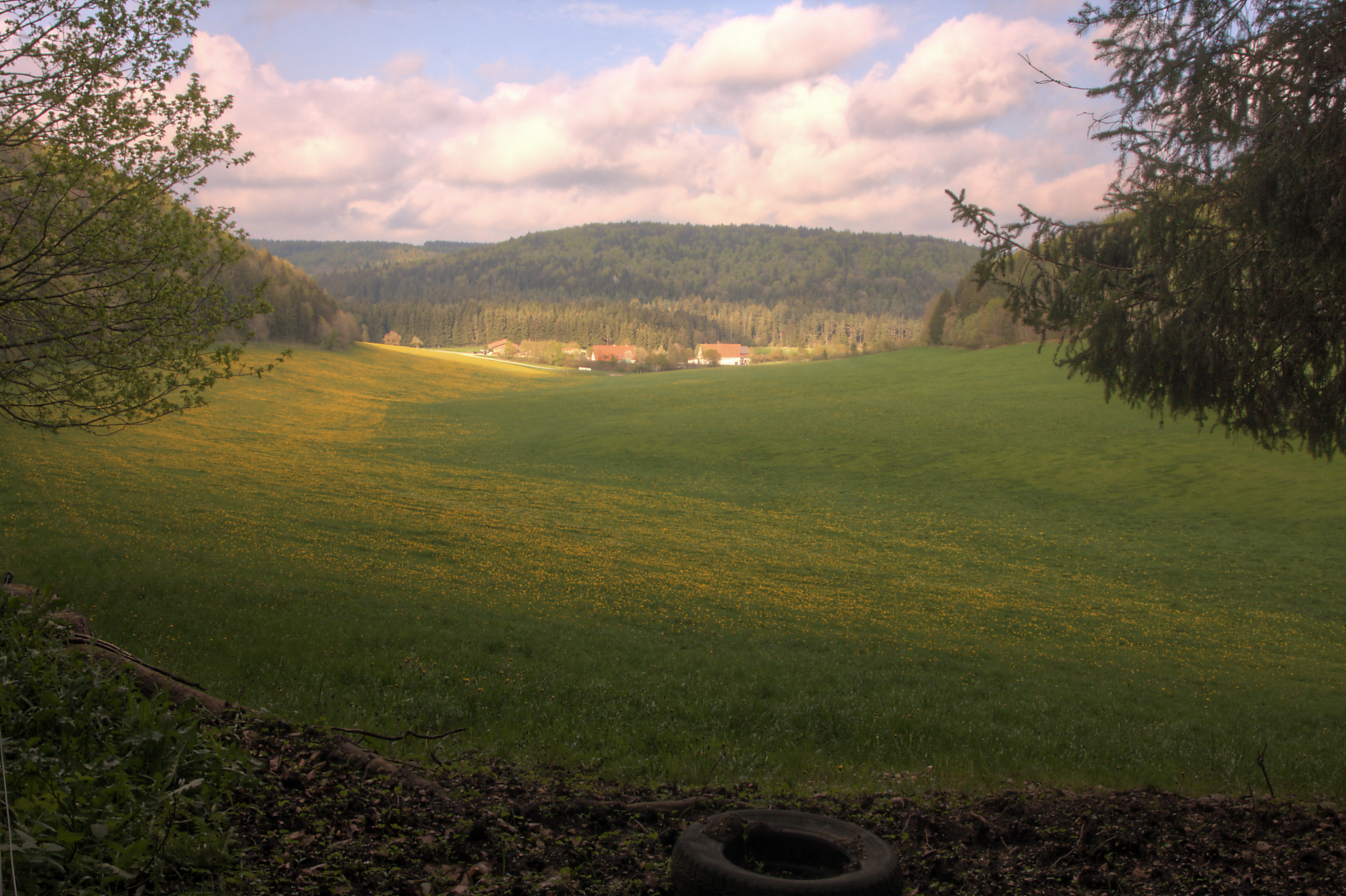
Altental aus der Entfernung durch das oberhalb gelegene Trogtal

Panorama des Trogtales

Altental ist ein Weiler von Nendingen, einem Stadtteil von Tuttlingen im Landkreis Tuttlingen in Baden-Württemberg.

## Geographie

### Geographische Lage
Altental liegt auf 728 m ü. NN und rund drei Kilometer östlich von Tuttlingen und vier Kilometer westlich von Neuhausen ob Eck. Die Siedlung besteht aus mehreren Wohnhäusern, einem Bauernhof und einem Gasthof.

## Geschichte
1817 baut der Nendinger Metzger und Bauer Franz Xaver Berchtold an der Straße von Tuttlingen nach Neuhausen auf der Gemarkung Nendingen den ersten Hof im Altental. Im ersten Stock des Wohnhauses wurde schon damals die Wirtsstube „Adler“ für Durchreisende eröffnet.
Bis 1937 gingen die Altentaler Kinder noch in Nendingen zur Schule. Doch aufgrund der im Winter oft unbefahrbaren Straße ins mehr als fünf Kilometer entfernte Nendingen, wurde beschlossen, dass sie zukünftig in Tuttlingen die Schule zu besuchen hatten.
Den ersten Stromanschluss ins Altental wurde am 21. Januar 1954 von Nendingen über die Ziegelhütte, Berchen, das Ehental und Brucken gebaut.
Den Wasseranschluss bekamen die Altentaler erst 1979 vom Flugplatz Neuhausen. Zuvor wurde das Wasser aus einer kleinen Quelle 300 Meter vom Hof entfernt entnommen. Jedoch wurde schon im Jahre 1903 die geringe Wasserförderung der Quelle im Nendinger Gemeinderat bemängelt und dass ständig Wasser vom Görihof und aus Neuhausen herbeigefahren werden musste.
Eine Besonderheit stellte die Tatsache dar, dass bis 1864 die Straße vom Altental nach Neuhausen über 800 Meter auf Liptinger und daher badischem Gebiet verlief. So wurde ab 1834 zum Erhalt der Straße Wegegeld eingeführt, das vom damaligen Betreiber des Hofes Franz Xaver Berchtold eingezogen werden musste.
Der Weiler liegt an der Kreisstraße 5945. Seit 1970 gibt es eine Umgehung, sodass der Verkehr, bis 2011 der B 311, nicht mehr direkt durch den Weiler führt. Zum Nahverkehr ist das Altental über die Bushaltestelle „Altental“ an der Buslinie 340 von Tuttlingen nach Neuhausen (Carl Benz Straße) oder bis Volkertsweiler (345) angeschlossen.